# Love Songs (album de Tina Turner)
Albums de Tina Turner
Tina Live
(2009)
Love Songs est la cinquième compilation de Tina Turner, parue le 3 février 2014 sur les labels Rhino et Parlophone.
L'album est une collection de 18 des plus grandes chansons d'amour de Turner, enregistrées sur plus de trois décennies.

## Liste des titres
| No  | Titre                                         | Auteur                                     | Durée |
| --- | --------------------------------------------- | ------------------------------------------ | ----- |
| 1.  | The Best (Edit)                               | Mike Chapman, Holly Knight                 | 4:10  |
| 2.  | I Don't Wanna Lose You                        | Albert Hammond, Graham Lyle                | 4:13  |
| 3.  | Let's Stay Together (Single version)          | Al Green, Willie Mitchell, Al Jackson, Jr. | 3:39  |
| 4.  | What's Love Got to Do with It                 | Terry Britten, Graham Lyle                 | 3:46  |
| 5.  | Missing You (Single Version)                  | John Waite, Mark Leonard, Chas Sandford    | 4:02  |
| 6.  | Private Dancer (Single Edit)                  | Mark Knopfler                              | 4:00  |
| 7.  | Two People                                    | Terry Britten                              | 4:09  |
| 8.  | Look Me in the Heart                          | Billy Steinberg, Tom Kelly                 | 3:41  |
| 9.  | Way of the World                              | Albert Hammond, Graham Lyle                | 4:25  |
| 10. | Why Must We Wait Until Tonight (7" Edit)      | Bryan Adams, Robert John Lange             | 4:29  |
| 11. | Falling                                       | Tim Fraser, Sol Connell                    | 4:21  |
| 12. | I Want You Near Me                            | Terry Britten, Graham Lyle                 | 3:53  |
| 13. | Be Tender with Me Baby                        | Albert Hammond, Holly Knight               | 4:17  |
| 14. | Don't Leave Me This Way                       | Paul Barry, Mark Taylor, Brian Rawling     | 4:19  |
| 15. | I Don't Wanna Fight (Single Edit)             | Lulu, Billy Lawrie, Steve DuBerry          | 4:25  |
| 16. | Whatever You Need (Edit)                      | Harriet Roberts, Russell Courtenay         | 4:48  |
| 17. | When the Heartache Is Over                    | Graham Stack, John Reid                    | 3:44  |
| 18. | River Deep, Mountain High (Ike & Tina Turner) | Phil Spector, Jeff Barry, Ellie Greenwich  | 3:39  |

## Classements
| Pays                 | Meilleur classement hebdomadaire (2014) |
| -------------------- | --------------------------------------- |
| Allemagne (BVMI)     | 56e                                     |
| Belgique (BEA)       | 107e (Ultratop Flandre)                 |
| Belgique (BEA)       | 134e (Ultratop Wallonie)                |
| Écosse (OCC)         | 22e                                     |
| Espagne (Promusicae) | 88e                                     |
| Hongrie (Mahasz)     | 3e                                      |
| Irlande (IRMA)       | 11e                                     |
| Pologne (ZPAV)       | 24e                                     |
| Portugal             | 14e                                     |
| Tchéquie (ČNS IFPI)  | 30e                                     |
| Royaume-Uni (OCC)    | 30e                                     |
| Suisse (IFPI Suisse) | 30e                                     |